# Ágios Konstantínos (Messátida, Achaïe)
Pour les articles homonymes, voir Ágios Konstantínos.
Ágios Konstantínos, en grec moderne : Άγιος Κωνσταντίνος, est un village du dème de Patras, district régional d'Achaïe, en Grèce-Occidentale.
Selon le recensement de 2011, la population du village s'élève à 453 habitants.